# Kappmannsgrund
Der Kappmannsgrund im Südosten von Großgartach – heute Teilort der Gemeinde Leingarten im Landkreis Heilbronn – ist südlich der Heilbronner Straße ein Wohngebiet und ein archäologischer Fundplatz für Gegenstände aus prähistorischer Zeit.

## Funde
1960er Jahre
Ab Ende der 1960er Jahre, im Bauabschnitt II des Baugebiets, wurden im Bereich der  Hafnerstraße, Stettiner Straße, Klingenberger Straße, Sudetenstraße und Eldoradostraße in Kanalisationsgräben zahlreiche Gruben einer vorgeschichtlichen Siedlung angeschnitten, mit einer großen Zahl bandkeramisch verzierter Keramikscherben und zahlreichen unverzierten Scherben von Kümpfen und Vorratsgefäßen mit Knubben und Henkelösen neben einigen wenigen Scherben der Rössener Kultur. Außerdem fand man gebrannte Lehmbrocken mit Stangenabdrücken, einige Bruchstücke von Mahl- und Reibsteinen aus Sandstein, kleine angeschliffene Stücke von Roteisenstein, Scheiben eines Steinbeils aus Hornblendenschiefer, einige Klingen und Klingenbruchstücke und einen Schaber mit Resten von Schäftungspech.
Man entdeckte Glätter aus Bein und die Hälfte eines aus einem Röhrenknochen zugeschliffenen Beils, Hornzapfen einer Bezoarziege und eine Muschelschale neben Bruchstücken von Gefäßen aus der Urnenfelderkultur.
2009
2009, vor Beginn der Bauarbeiten im Bauabschnitt III des Baugebiets, wurde die Fläche archäologisch untersucht. Dabei fand man einzelne bandkeramische Keramikscherben aus dem frühen Neolithikum (5500–5000 v. Chr.). Die meisten Fundstücke stammten aber aus einer Siedlung der mittelneolithischen Großgartacher Kultur (4800–4600 v. Chr.), neben Keramikscherben Silexgeräte, Dechsel, Beilfragmente aus Stein und Tierknochen. Entdeckte Pfostengruben ergaben einen 9 Meter breiten und über 22 Meter langen Hausgrundriss. Nach der Lage von Lehmentnahmegruben und Pfostenlöchern kann man mindestens zwei weitere Häuser im Fundbereich vermuten. Die kleine Siedlung setzte sich nach Westen fort, wie frühere Funde zeigen.
Auch die Reste einer Siedlung aus der Urnenfelderzeit (1300–800 v. Chr.) wurden ergraben: fünf Vorratsgruben, vier Abfallgruben und einige Pfostenlöcher. Neben Keramikscherben aus der Zeit um das Jahr 1000 v. Chr. fand man Hüttenlehm, Tierknochen und Schalen von Flussmuscheln in den Gruben, daneben Fragmente von Bronzenadeln und einem Bronzemesser. Abseits der Siedlung lag eine kleine Gräbergruppe mit vier Brandgräbern. In zwei Gräbern befand sich eine Urne mit Leichenbrand und eine kleine Schale. Eine der Urnen stand auf dem Fragment eines Mahlsteins und bei den beiden anderen Gräbern lag der Leichenbrand ohne Urne in einer flachen Grube, einmal zusammen mit einem bronzenen Armring und einem Nadelfragment in der Asche. Vier Gefäße standen daneben, und das Ganze war mit Scherben eines großen Vorratsgefäßes bedeckt.
Weitere Funde stammen aus der Spätlatènezeit (190 v. Chr. bis Christi Geburt): eine kleine Gruppe aus zwei Grubenhäusern und drei Abfallgruben, außerdem eine zweite aus drei Grubenhäusern und drei Vorratsgruben 200 Meter entfernt. Eine dritte, heute überbaute Gruppe ist durch Altfunde bekannt. Vor allem Keramikreste wurden gefunden, handgearbeitete Grob- und Feinkeramik, wenig Graphittonkeramik und einzelne Scherben von Drehscheibenware. Neben Tierknochen und Hüttenlehm fand man zahlreiche Bruchstücke von großen Briquetage-Gefäßen. Drei Spinnwirtel und Fragmente von zwei bronzenen Armringen stammen aus einem Grubenhaus. Drei aufgefundene Mahlsteinfragmente bestehen aus Vulkangestein. Die kleine, unbefestigte Streusiedlung lag zwischen der zwei Kilometer entfernten keltischen Viereckschanze Röthe im Ortsteil Schluchtern – möglicherweise das zugehörige „Machtzentrum“ – und den beiden drei Kilometer entfernten Viereckschanzen bei Nordheim.